# هوندا سیویک
هوندا سیویک (به انگلیسی: Honda Civic) (به ژاپنی: ホンダ・シビック) یک سری خودرو است که توسط شرکت خودروسازی هوندا تولید می‌شود. این خودرو که در ابتدا در دستهٔ خودروهای کامپکت کوچک قرار می‌گرفت، در طی تغییراتی که با عرضهٔ نسل‌های مختلف تجربه کرده‌است و از نظر اندازه بزرگ‌تر شده‌است، اکنون در دسته خودروهای کامپکت قرار می‌گیرد. رهنمودهای سازمان ئی‌پی‌ای برای کلاس اندازه وسایل نقلیه مبنی بر این است که خودروهایی که دارای مجموع گنجایش فضای داخلی کابین و محفظهٔ بار معادل ۳٬۱۱۵–۳٬۳۹۵ لیتر (۱۱۰–۱۱۹٫۹ فوت مکعب) باشند، در دستهٔ خودروهای اندازه متوسط قرار می‌گیرند. با توجه به این رهنمودها نوع سدان سیویک از بعد فنی یک خودروی اندازه متوسط است. اگرچه همچنان در مقابل رقیبانی از گروه خودروهای کامپکت نیز قرار می‌گیرد. با این حال مدل کوپهٔ سیویک همچنان به عنوان یک خودروی کامپکت شناخته می‌شود. در فهرست محصولات شرکت هوندا، سیویک در میان مدل‌های فیت و آکورد قرار دارد.
اولین نسل سیویک ابتدا در سال ۱۹۷۲ و در قالب یک خودروی ۲ در معرفی شد و پس از آن مدل ۳ در هاچ‌بک آن نیز در ماه سپتامبر همان سال عرضه شد. همانند خودروی بریتانیایی مینی، این خودرو به یک موتور ۱٬۱۶۹ سی‌سی نصب شده به صورت عرضی مجهز بود که نیروی آن به چرخ‌های جلو منتقل می‌شد. این نوع آرایش موتور و انتقال قدرت، با وجود ابعاد کلی کوچک، سیویک را به خودرویی با فضای داخلی بزرگ تبدیل کرده‌بود. هرچند که سیویک در ابتدا به دلیل دارا بودن خصوصیاتی نظیر مصرف سوخت به صرفه، قابل اعتماد بودن و سازگاری با محیط زیست محبوبیت زیادی کسب کرده بود، اما در نسل‌های بعدی، به ویژه در مدل‌های سیویک تیپ آر، سیویک وی‌تی‌آی، سیویک جی‌تی‌آی و سیویک اس‌آی‌آر/اس‌آی، به عنوان یک خودرو با عملکرد بالا و خصوصیات اسپورت شناخته می‌شد.
هوندا سیویک، جهت عرضه در بازارهای مختلف، در طی سال‌های تولید بارها بازنشانی شد. خودروهای که بر پایه این مدل ساخته شدند عبارتند از: هوندا سی‌آر-ایکس، هوندا سی‌آر-ایکس دل سول، هوندا کنسرتو، نسل اول هوندا پرلود، هوندا سیویک شاتل (که بعدها نام آن به اورثیا تغییر یافت)، و هوندا سی‌آر-وی.
از آنجا که در کشور ژاپن مشتریان به سوی بازار خودروهای مینی‌ون و خودروهای کامپکتی همچون هوندا فیت گرایش پیدا کرده‌بودند، و با توجه به عدم تطابق با محدودیت‌های اندازه وضع شده از سوی دولت ژاپن در ردهٔ عرض خودرو، تولید مدل غیر هیبرید سیویک در ژاپن در ۱۰ اوت ۲۰۱۰ متوقف شد. با این حال، مدل سیویک در سال ۲۰۱۷، و با معرفی نسل دهم این خودرو، دوباره وارد بازار ژاپن شد.

## پیشینه
پس از یک دوره تولید خودروهای منحصر بفردی همچون خودروی داخلی هوندا ۱۳۰۰ در ژاپن، در اوایل دهه ۱۹۷۰ شرکت هوندا تصمیم گرفت که به‌طور کلی از عرصهٔ تولید خودرو خارج شود. با این حال در سال ۱۹۷۲، با عرضهٔ مدل سیویک، که از خصوصیات مرسوم در آن زمان برخوردار بود، و همچنین به صرفه، قابل اعتماد و در زمان رشد قیمت سوخت، دارای مصرف سوخت کمی بود، همه‌چیز تغییر کرد. تکنولوژی سی‌وی‌سی‌سی هوندا، خودروی سیویک را قادر ساخته‌بود تا بدون صرف هزینه‌های زیاد و استفاده از مبدل‌های کاتالیتیک گران‌قیمت، با استانداردهای مربوط به آلاینده‌ها در دههٔ ۱۹۷۰ و اوایل ۱۹۸۰ تطبیق پیدا کند.

## نسل نخست (۱۹۷۲–۱۹۷۹)

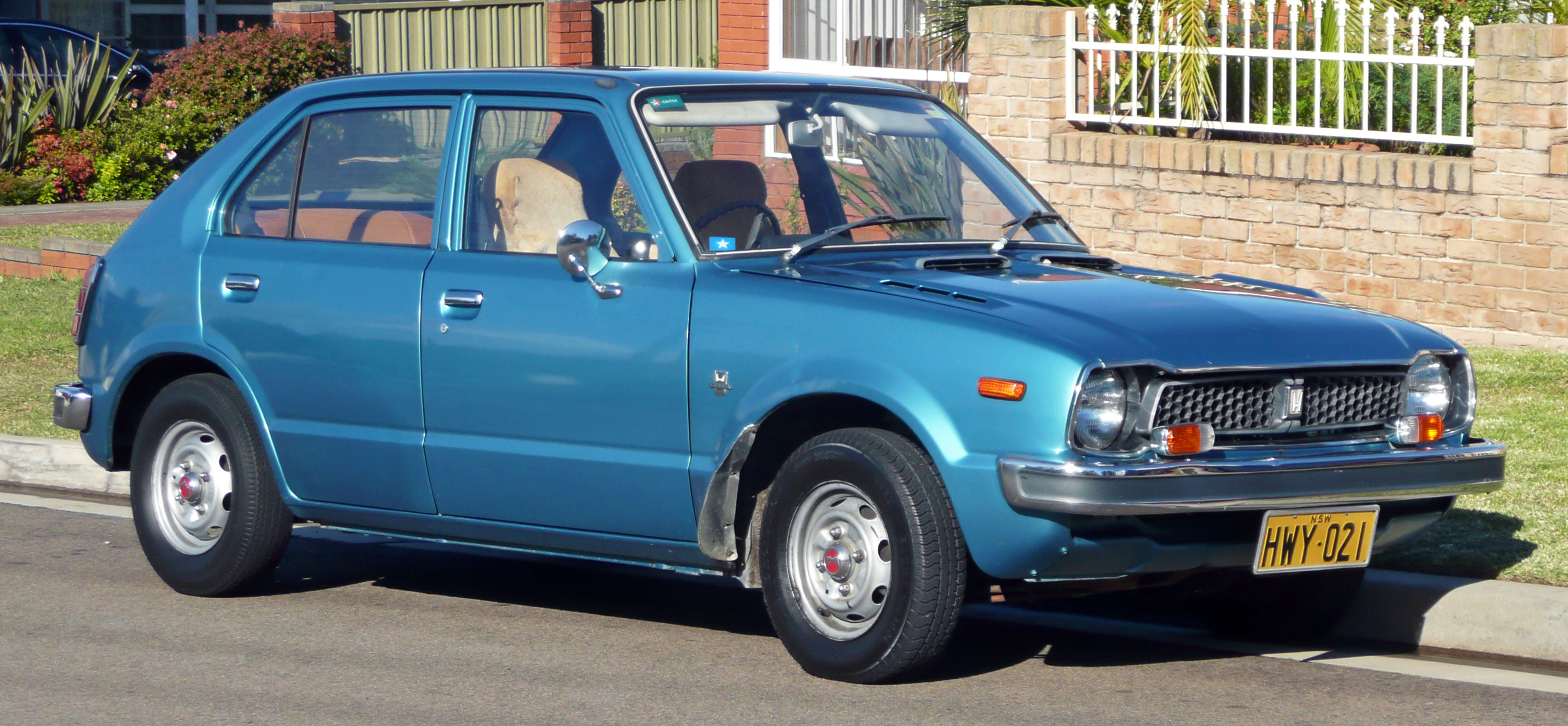
نسل نخست هوندا سیویک هاچ‌بک

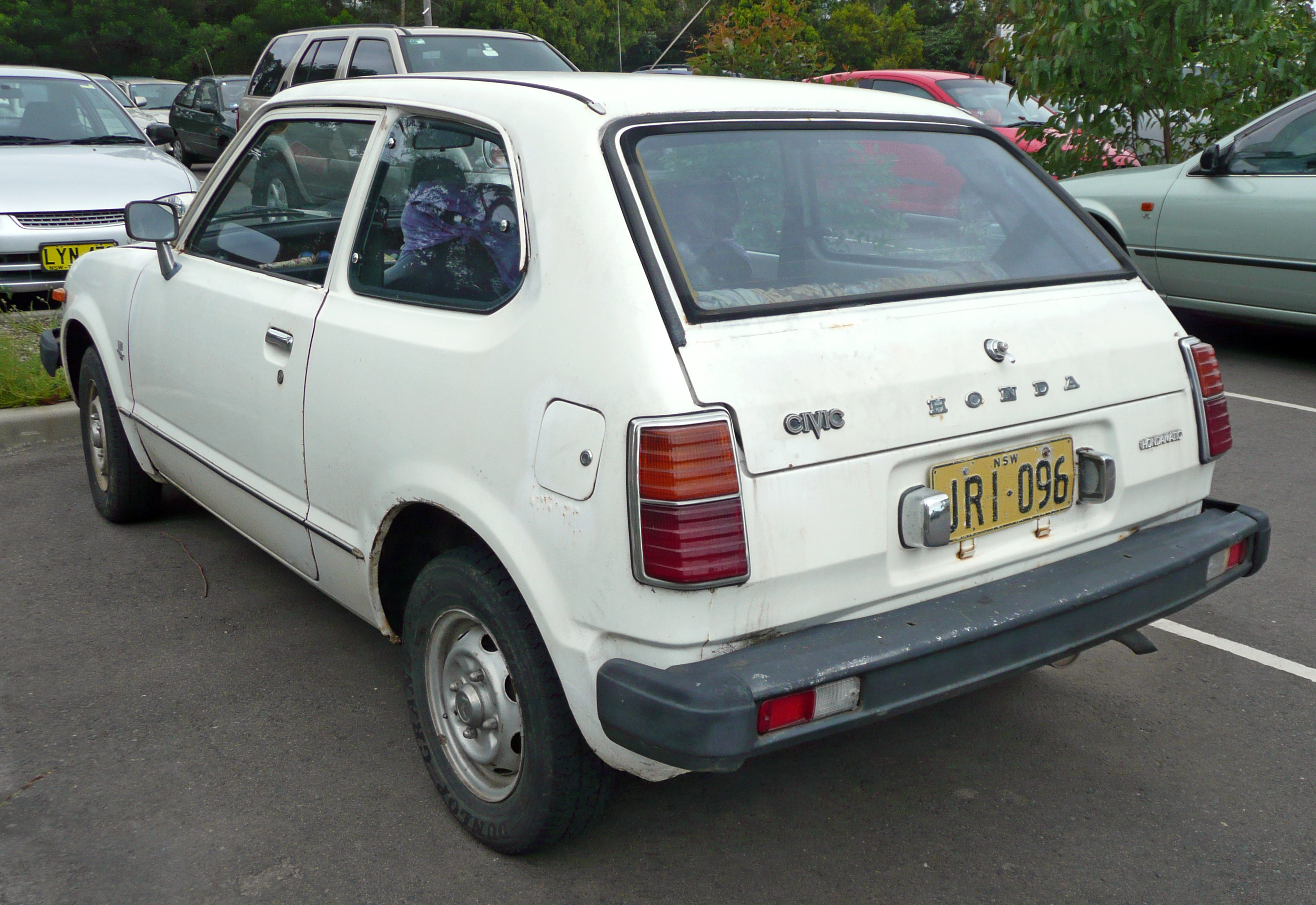
نسل نخست هوندا سیویک هاچ‌بک

نخستین نسل هوندا سیویک در ژوئیه۱۹۷۲ معرفی شد و فروش آن با عنوان مدل سال ۱۹۷۳ در ژاپن آغاز شد. این خودرو به یک موتور ۱٬۱۶۹ سی‌سی چهار سیلندر آب-خنک، و امکاناتی نظیر ترمزهای دیسکی در جلو، صندلی‌های وینیل تک‌نفره و تزئینات چوب مصنوعی روی داشبورد مجهز بود. امکاناتی نظیر تهویهٔ مطبوع و رادیو ای‌ام/اف‌ام نیز به‌طور انتخابی بر روی این خودرو قابل نصب بودند. این خودرو در انواع ۲ در کوپه، ۳ در هاچ‌بک، ۵ در هاچ‌بک و ۵ در واگن عرضه شد. با وقوع بحران نفتی سال ۱۹۷۳ و افزایش تقاضا برای خودروهای کم‌مصرف، خودروی سیویک با استفاده از موتوری که توانایی استفاده از هر دو نوع بنزین سرب‌دار یا بدون سرب را دارا بود، اجازهٔ انتخاب نوع سوخت را برای رانندگان فراهم می‌کرد. با معرفی فناوری سی‌وی‌سی‌سی با طراحی جهت احتراق به صرفه‌تر موتور در سال ۱۹۷۵، و تجهیز سیویک به این فناوری، این خودرو برای انطباق با استانداردهای آلایندگی سازمان حفاظت از محیط زیست آمریکا در سال ۱۹۷۵ مبنی بر کاهش گازهای هیدروکربن و مونوکسید کربن خروجی موتور، از مواردی همچون مبدل کاتالیتیک و سوخت بدون سرب بی‌نیاز بود. با گسترش پلت‌فرم مدل ۳ در هاچ‌بک سیویک، خودروی جدیدی در سال ۱۹۷۶ متولد شد که شرکت هوندا نام آکورد را برای آن برگزید.

## نسل دوم (۱۹۷۹–۱۹۸۳)

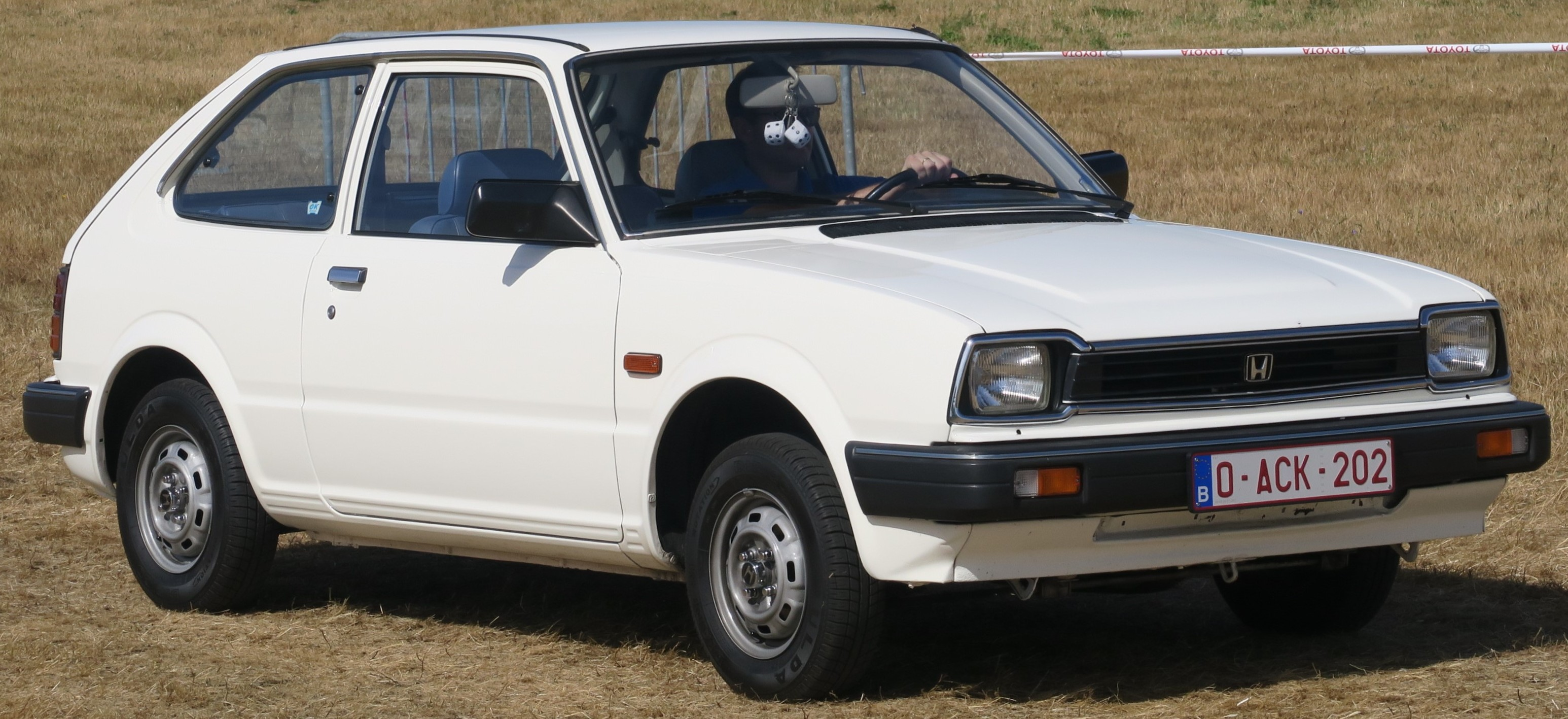
نسل دوم هوندا سیویک هاچ‌بک

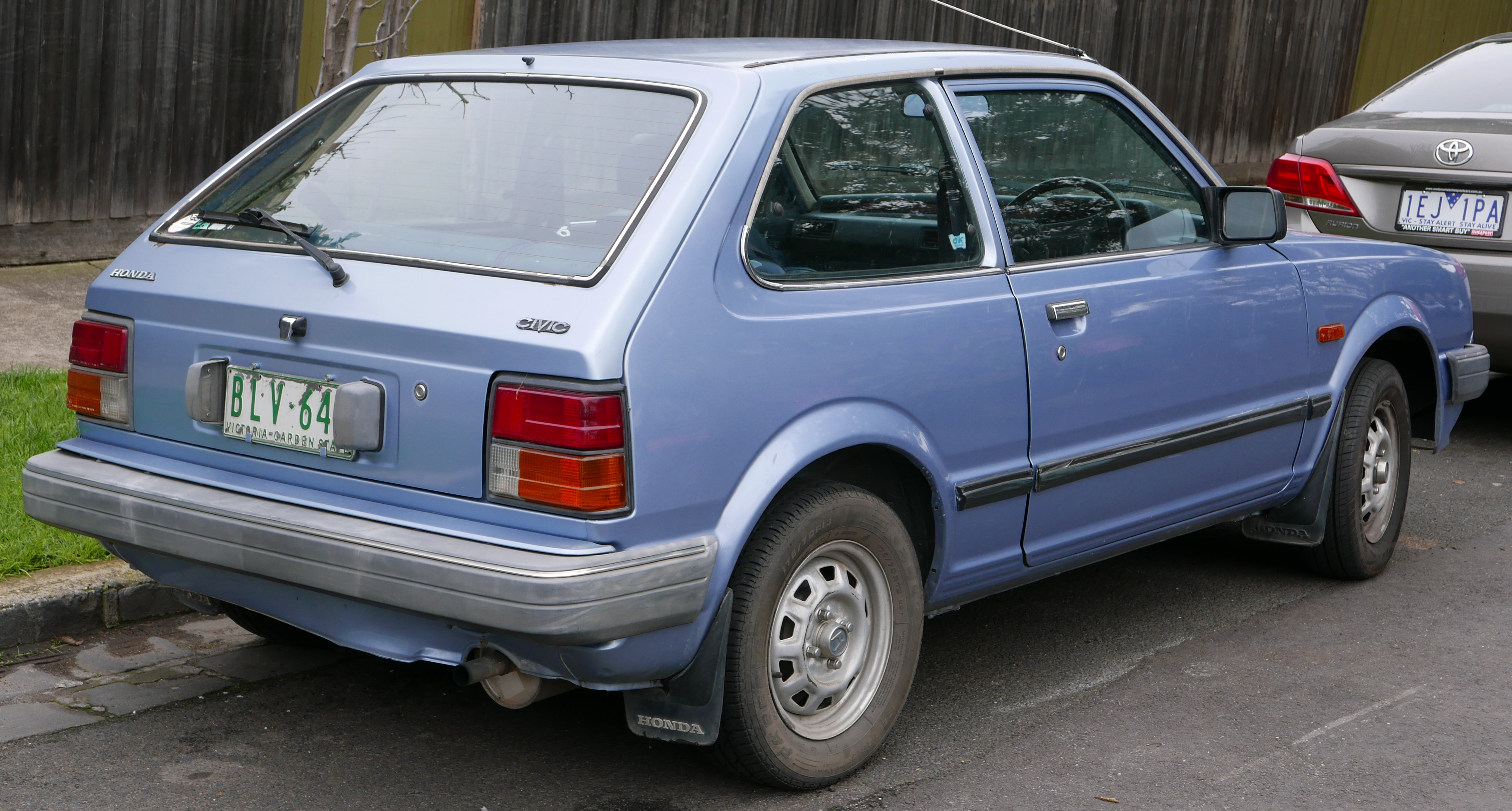
نسل دوم هوندا سیویک هاچ‌بک

نسل دوم سیویک در ژوئن ۱۹۷۹ برای مدل سال ۱۹۸۰ معرفی شد. خودروی سیویک در این نسل از اندازه بزرگ‌تر و زوایای تیزتری نسبت به نسل پیشین بهره‌مند بود و نیروی خروجی موتور آن نیز افزایش یافته‌بود. تمام پیشرانه‌های بکار رفته در سیویک اکنون از فناوری سی‌وی‌سی‌سی بهره‌مند بودند و برای هر سیلندر آن‌ها ۳ سوپاپ در نظر گرفته شده‌بود؛ این موضوع منجر به پیدایش فناوری رقیق سوزی در پیشرانهٔ خودروها شد. موتور پایهٔ سیویک با حجم ۱٬۳۳۵ سانتی‌متر مکعب (۱٫۳ لیتر) توانایی تولید ۵۵ اسب بخار (۴۱ کیلووات) نیرو را دارا بود. همچنین یک موتور دیگر با حجم ۱٬۴۸۸ سانتی‌متر مکعب (۱٫۵ لیتر) نیز با توان خروجی ۶۷ اسب بخار (۵۰ کیلووات) به عنوان گزینهٔ انتخابی در دسترس خریداران بود. در کنار این دو نوع پیشرانه، سه جعبه‌دندهٔ مختلف در ارائه شده‌بود که عبارتند از: ۴ دندهٔ دستی (در مدل‌های پایه)، ۵ دندهٔ دستی، و یک نمونهٔ ۲ دندهٔ نیمه-خودکار که شرکت هوندا آن را هونداماتیک نامیده بود. نسل دوم هوندا سیویک در انواع هاچ‌بک ۳ در و ۵ در، ۴ در سدان و ۵ در استیشن واگن عرضه شد.

## نسل سوم (۱۹۸۳–۱۹۸۷)

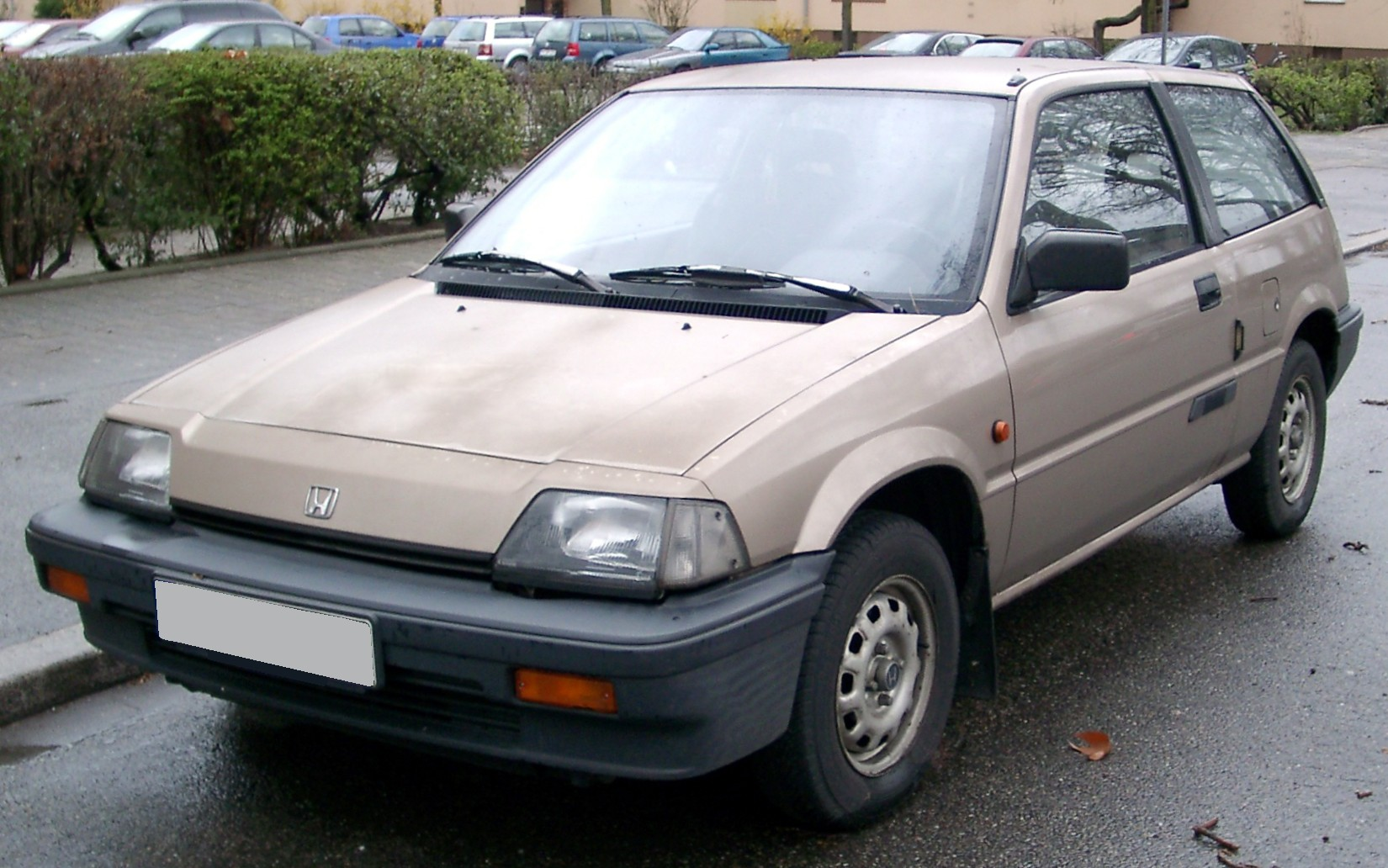
نسل سوم هوندا سیویک هاچ‌بک

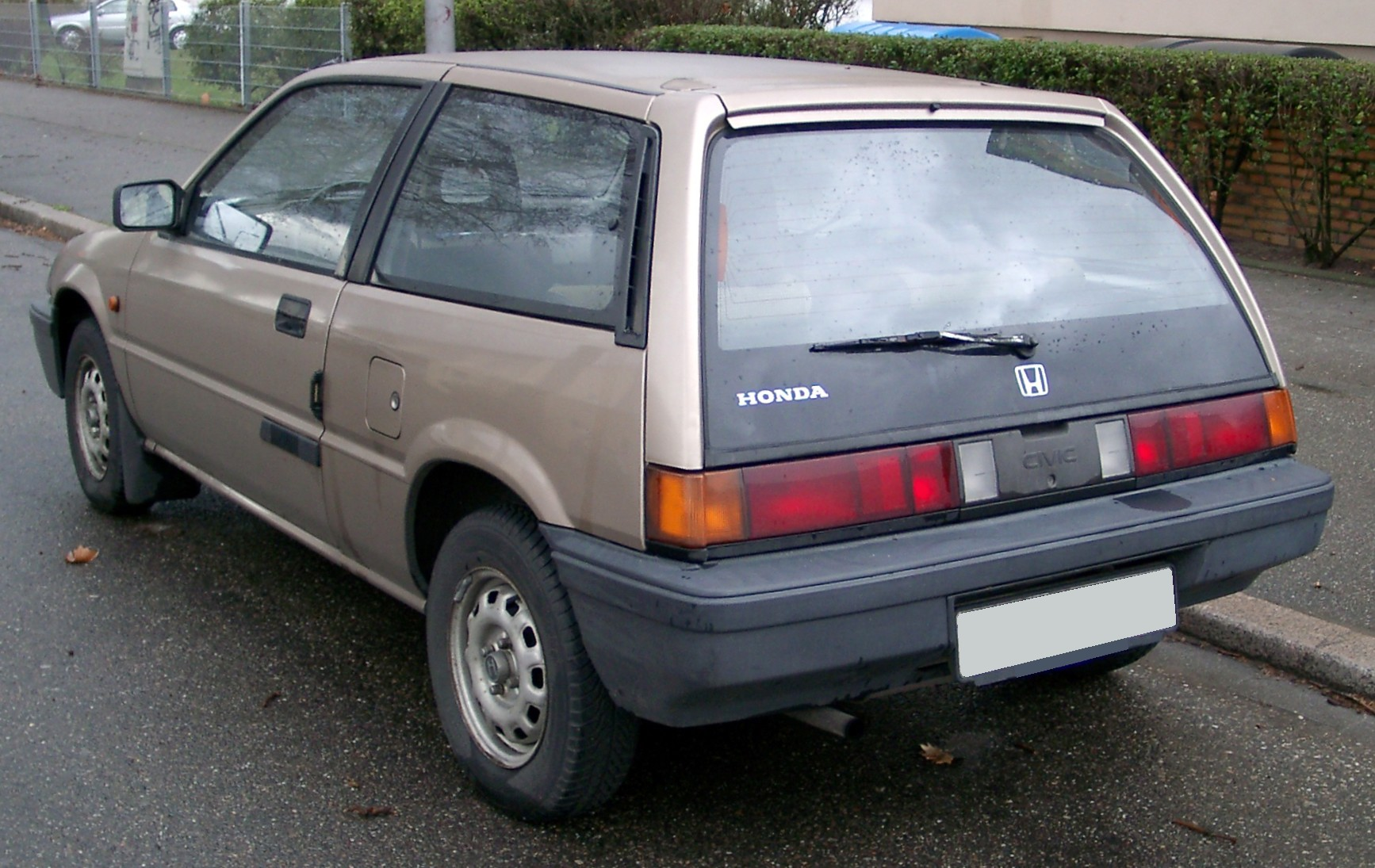
نسل سوم هوندا سیویک هاچ‌بک

نسل سوم سیویک در سپتامبر ۱۹۸۳ برای مدل سال ۱۹۸۴ معرفی شد. ترکیب مدل‌های مجزای پنج‌در هاچ‌بک و استیشن واگن در این نسل به پیدایش یک مدل «شاتل واگن» یا «واگووَن» انجامید. این مدل، که در بعضی مواقع با توجه به ظاهرش به‌طور محاوره‌ای با نام «صندوق پستی» نیز شناخته می‌شد. هوندا سیویک شاتل نام گرفت. مدل دیگری با نام سی‌آر-ایکس نیز در قالب یک خودروی دونفرهٔ کوپه معرفی شد که ابعاد کوچک و وزن کم آن مورد توجه قرار گرفته‌بود. نسل سوم سیویک همچنین شاهد معرفی موتورهای سری دی بود که موتور جدید ۱٫۵ لیتری سی‌وی‌سی‌سی با توان ۷۶ اسب بخار (۵۷ کیلووات) را نیز شامل می‌شد. در سال ۱۹۸۴ نوع دیگری از سیویک با عملکرد بالا با نام سیویک اس‌آی به بازار ژاپن معرفی شد که دربرگیرندهٔ سیستم تعلیق بهبود یافته و موتور ۱٫۶ لیتری دی‌اواچ‌سی زدسی با نیروی خروجی ۱۲۸ اسب بخار (۹۵ کیلووات) بود. مدل‌های اس‌آی در بازار ایالات متحده در دو نوع سیویک اس‌آی سه‌در هاچ‌بک و سی‌آرایکس اس‌آی با موتور انژکتوری اس‌اواچ‌سی ۱۲ سوپاپ با توان ۹۱ اسب بخار (۶۸ کیلووات) عرضه شدند. در سال ۱۹۸۴ برای اولین بار یک مدل چهارچرخ محرک با جعبه‌دندهٔ نصب شده به‌طور متفاوت نیز معرفی شد و پس از آن در سال ۱۹۸۷ مورد بروزرسانی قرار گرفت. این مدل دارای مصرف سوخت ۸٫۴ لیتر بر ۱۰۰ کیلومتر (۲۸ مایل بر گالون آمریکایی) در بزرگراه بود. سیستم چهار چرخ محرک این خودرو در ابتدا با فشردن یک دکمه فعال می‌شد. با این حال پس از بهبود یافتن این سیستم در سال ۱۹۸۷، محور عقب به‌طور خودکار و در صورت از دست رفتن چسبندگی چرخ‌های جلو فعال می‌شد. از این سیستم جدید با نام «بی‌درنگ» یاد می‌شد و از یک «ارتعاش‌دندهٔ چسبنده» برای اتصال دو میل‌لنگ میان چرخ‌های جلو و چرخ‌های عقب تشکیل شده‌بود. جعبه‌دندهٔ دستی این خودرو نیز به یک دندهٔ ششم موازی با نام اس‌ال یا «بسیار پایین» (Super-Low) جهت تأمین گشتاور زیاد در سرعت‌های بسیار کم مجهز شد. ایدهٔ «بی‌درنگ» امروزه نیز همچنان مورد استفاده قرار می‌گیرد. با این تفاوت که نسبت به سیستم اولیه از نظر فناوری بهبود یافته‌است.

## نسل چهارم (۱۹۸۷–۱۹۹۱)

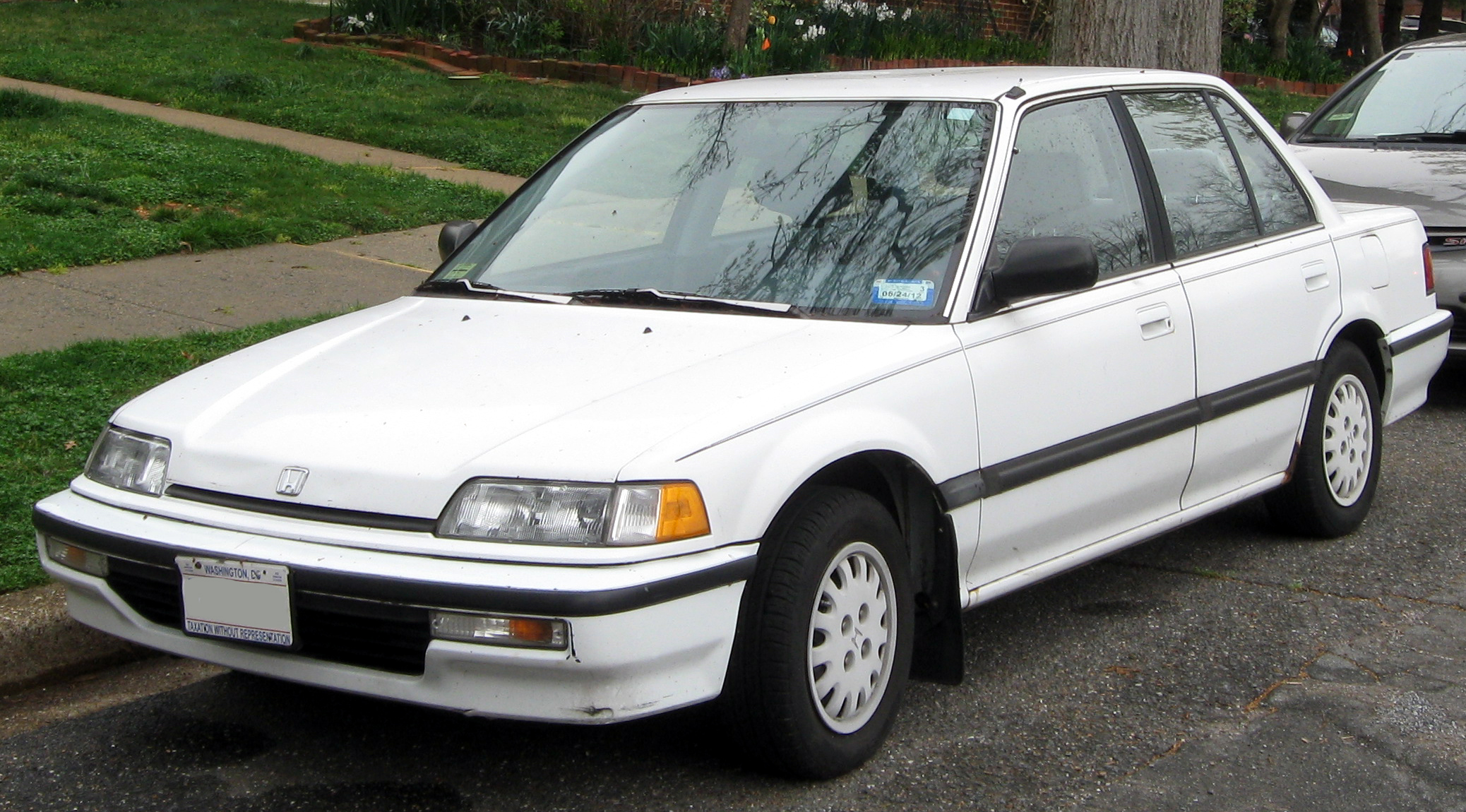
نسل چهارم هوندا سیویک سدان

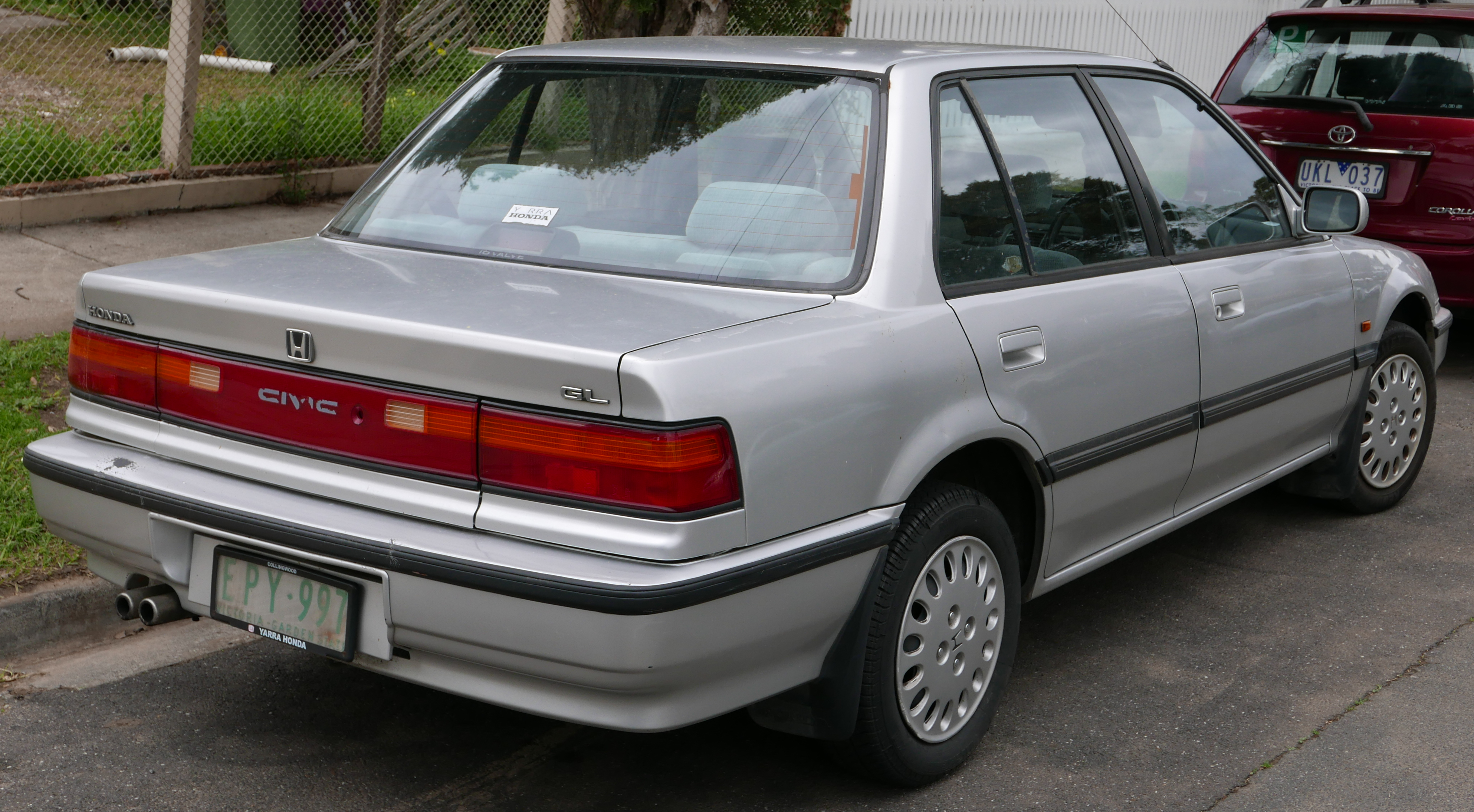
نسل چهارم هوندا سیویک سدان

در سپتامبر ۱۹۸۷، یک مدل بازطراحی شده از سیویک با ابعاد بزرگتر و ارتفاع کمتر دماغه معرفی شد. برای بازارهای مختلف سراسر جهان تیپ‌ها و مدل‌های بسیار متنوعی عرضه شد. مهم‌ترین مدل قابل اشاره از میان این مدل‌ها، سیویک اس‌آی‌آر مخصوص بازار ژاپن بود که از موتور B16A دی‌اواچ‌سی وی‌تک بهره‌مند بود. تمام مدل‌های اختصاصی بازار ایالات متحده به سیستم تزریق سوخت الکترونیکی مجهز شدند. با این حال مدل‌های کاربراتوری همچنان در بازارهای دیگر در دسترس بودند. هوندا سیویک در نسل چهارم شاهد معرفی یک سیستم تعلیق عقب کاملاً مستقل بود که در تمامی مدل‌های این خودرو به کار گرفته‌شد. علاوه بر این، هوندا سی‌آرایکس نیز به عنوان عضوی از خانوادهٔ سیویک با تیپ‌های اچ‌اف، دی‌ایکس و اس‌آی در ایالات متحده باقی ماند و در پی توافقی با شرکت مرسدس-بنز آفریقای جنوبی، یک مدل چهاردر سدان با نام بالاد در مدل‌های ۱۵۰۰ ۱۶-سوپاپ، ۱۶۰۰آی ۱۶-سوپاپ و ۱۶۰۰آی ۱۶-سوپاپ دی‌اواچ‌سی ساخته شد. ۸۰۰ دستگاه اولیهٔ تولیدشده از نسل چهارم سیویک در کارخانهٔ جدید هوندا در الیستون، انتاریو کشور کانادا، در تیپ اس‌ئی تولید شدند. این خودروهای نسخهٔ ویژه، دارای زه‌های جانبی سفید رنگ هماهنگ با رنگ سفید بدنه، و آینه‌های جانبی همرنگ بدنه بودند. در زه‌های جانبی این مدل‌ها یک خط آبی نیز به چشم می‌خورد.

## نسل پنجم (۱۹۹۲–۱۹۹۵)

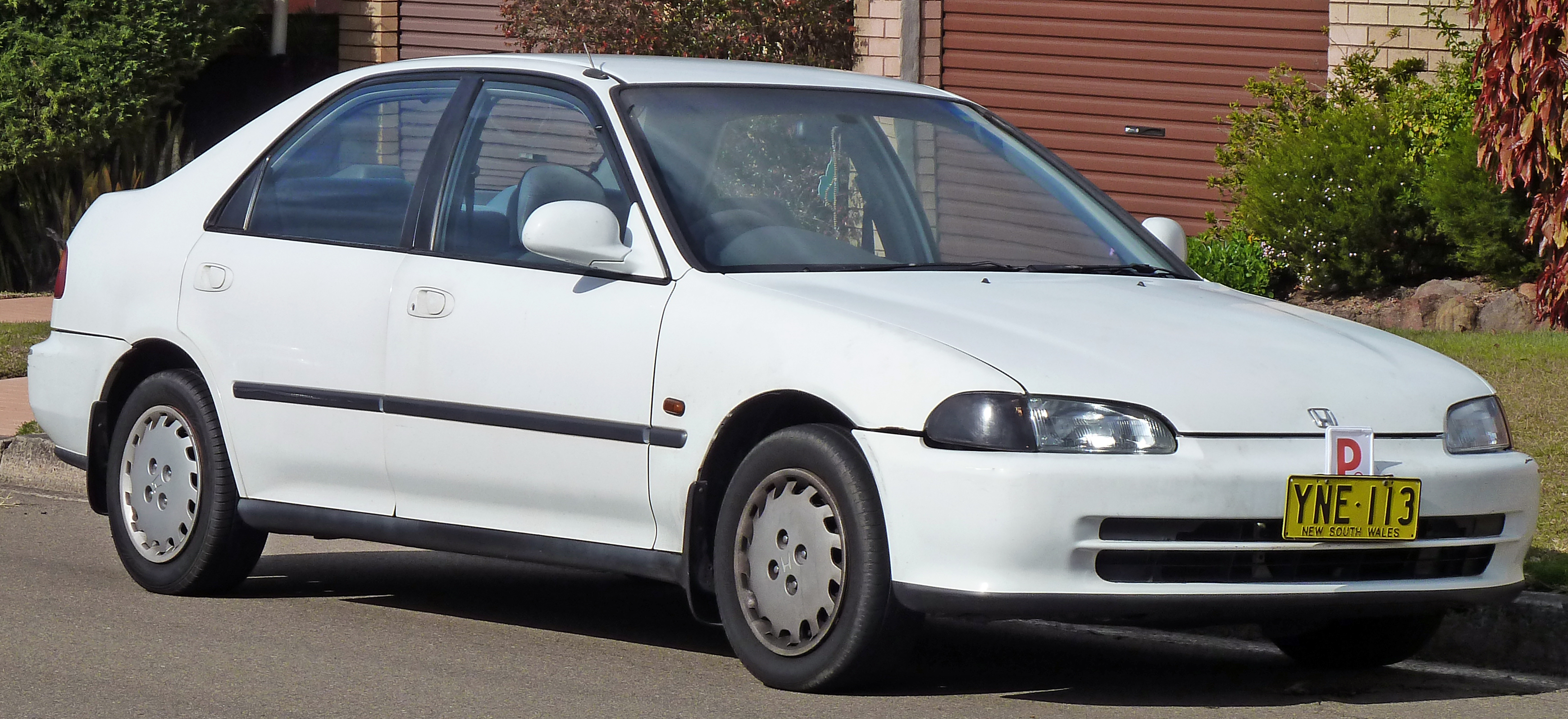
نسل پنجم هوندا سیویک سدان

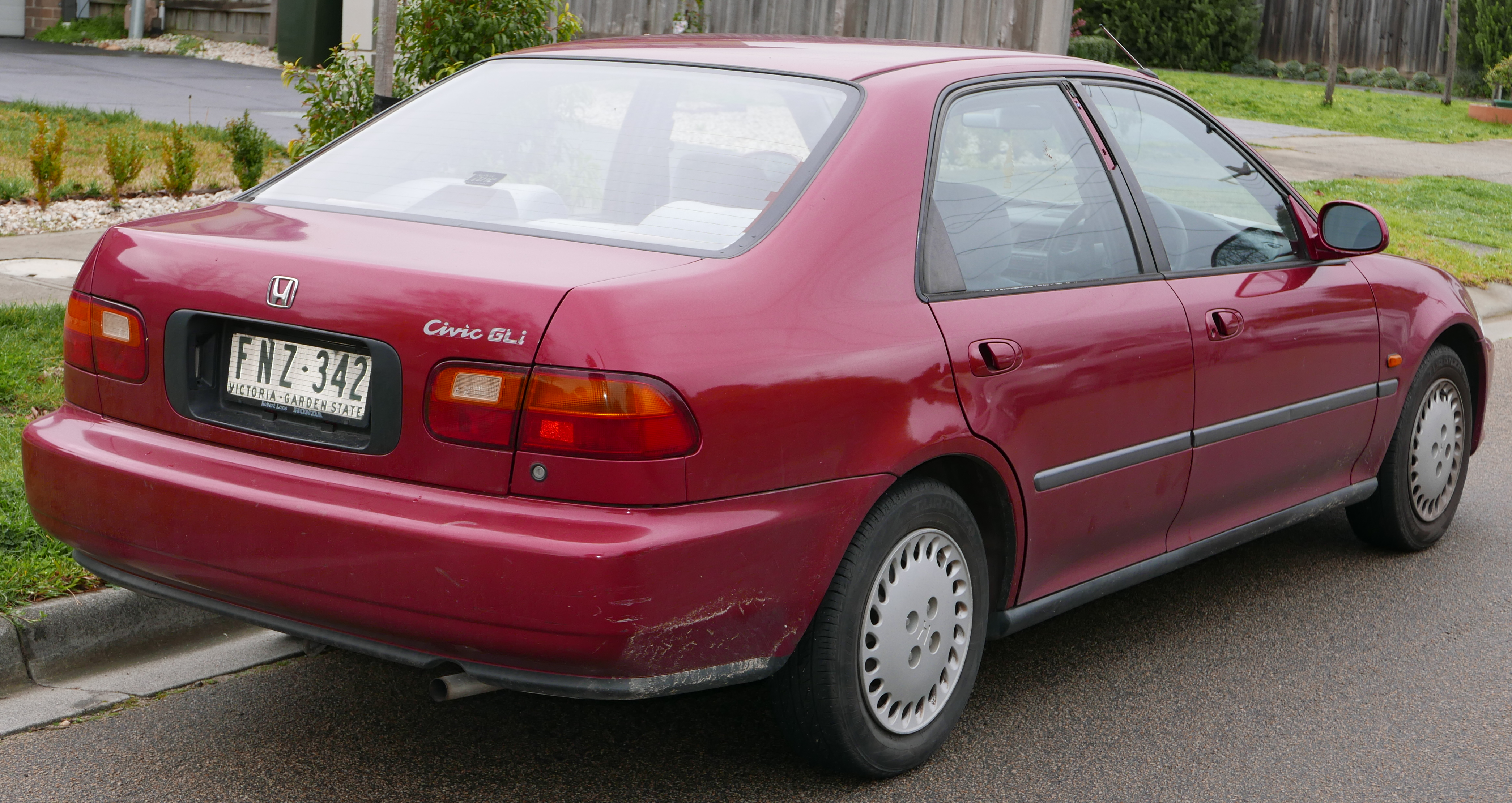
نسل پنجم هوندا سیویک سدان

نسل پنجم هوندا سیویک، که در در سپتامبر ۱۹۹۱ برای مدل سال ۱۹۹۲ معرفی شد، دارای ابعاد بزرگ‌تر و طراحی آئرودینامیکی بود. از زمان معرفی نسل پنجم و تا سال ۱۹۹۵، مدل استیشن واگن نسل پیشین (چهارم) سیویک تنها در بازار ژاپن عرضه شد. مدل اچ‌اف پیشین، که پربازده‌ترین مدل سیویک از نظر مصرف سوخت بود، جای خود را به مدل جدیدی با نام وی‌ایکس هاچ‌بک داد که با مصرف سوخت ۴۸–۵۵ مایل بر گالون آمریکایی (۴٫۹–۴٫۳ لیتر بر ۱۰۰ کیلومتر) اقتصادی‌ترین خودروی ساخت هوندا در آن زمان بود. در آمریکای شمالی، مدل اس‌آی به سیستم سوپاپ اس‌اواچ‌سی وی‌تک مجهز شد؛ در حالی که مدل وی‌ایکس از سیستم وی‌تک-ئی بهره‌مند بود. مدل اس‌آی در بازار ژاپن به یک موتور دی۱۶ای۹ با سیستم سوپاپ دی‌اواچ‌سی غیر وی‌تک مجهز بود. پیرو سنت اسپورت بودن مدل سیویک اس‌آی‌آر ابتدایی، هوندا مدل‌هایی از نسل پنجم را با تجهیزات مشابه این مدل به فروش می‌رساند که در ژاپن، آسیا و اروپا همچنان با همان نام سیویک اس‌آی‌آر شناخته می‌شد. در آفریقای جنوبی، شرکت ام‌بی‌اس‌ای (مرسدس بنز آفریقای جنوبی) هوندا سیویک را با نام بالاد و تنها در نوع چهار در تولید می‌کرد. نوع دیگری از سیویک با نام سیویک کوپه در این نسل معرفی شد که بر اساس مدل سدان سیویک فریو ساخته شده‌بود و در اروپا، ژاپن و آمریکای شمالی به فروش رسید. نسل پنجم سیویک همچنان در میان تیونرها و افراد علاقه‌مند به خودروهای تقویت‌شده دارای محبوبیت است.

## نسل ششم (۱۹۹۶–۲۰۰۰)

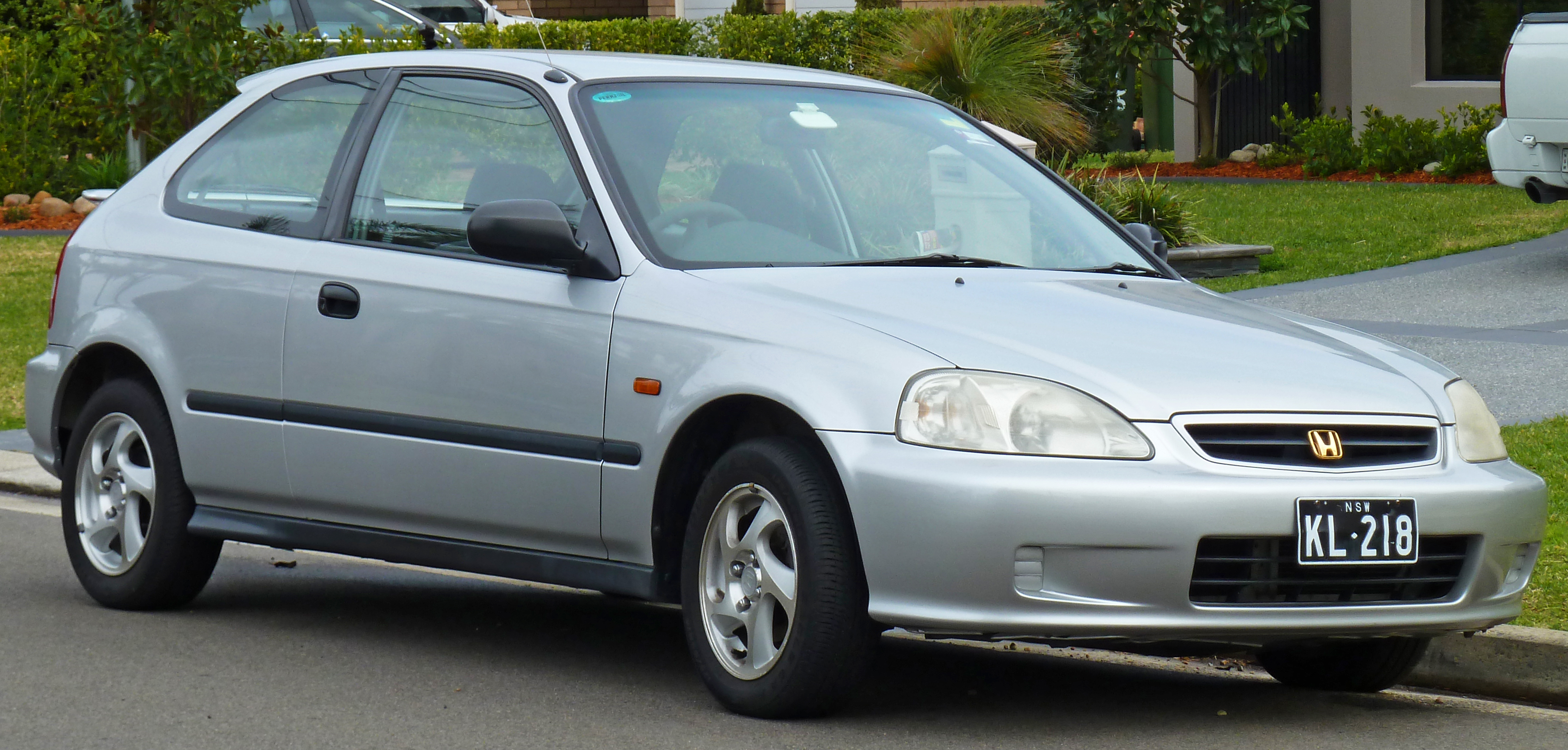
نسل ششم هوندا سیویک هاچ‌بک

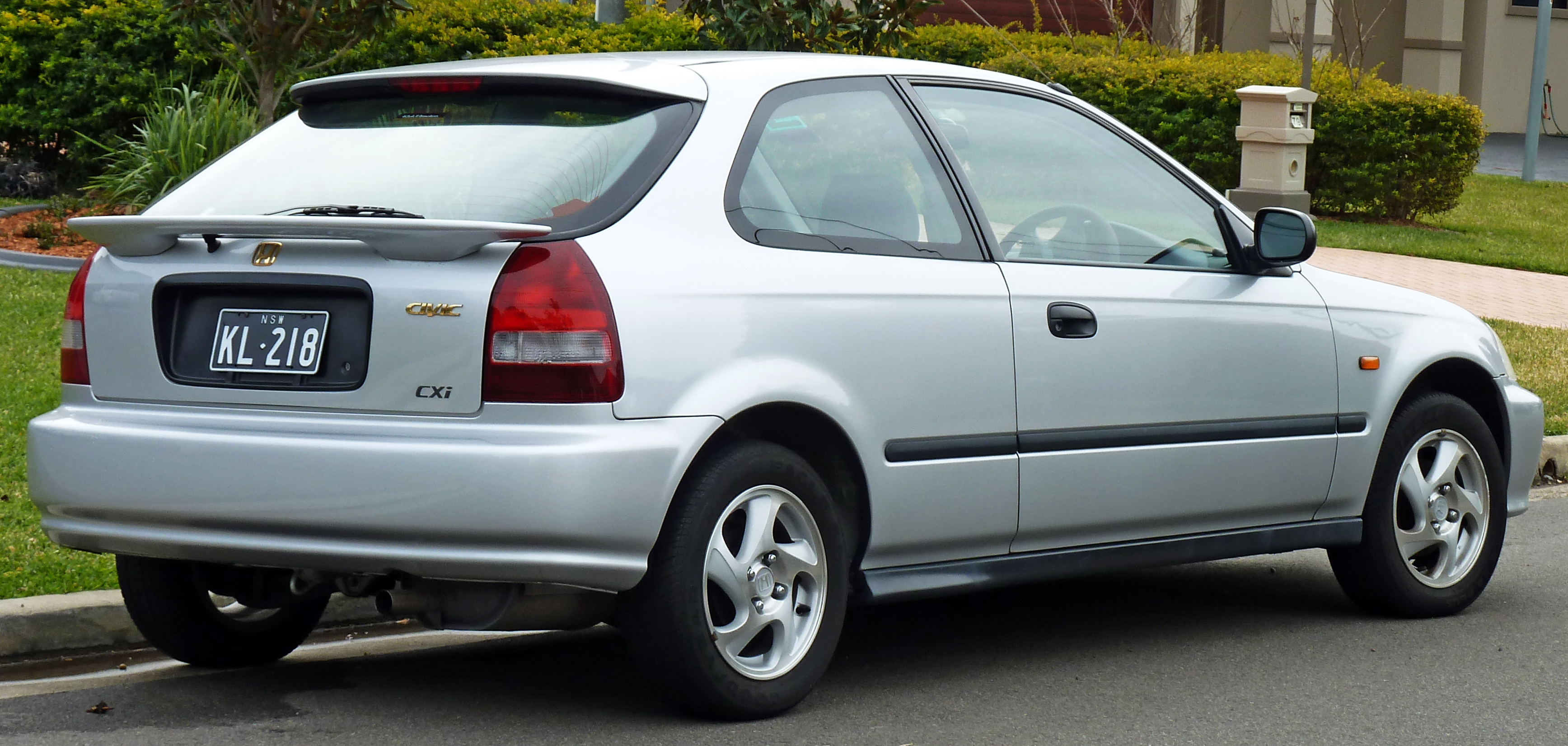
نسل ششم هوندا سیویک هاچ‌بک

نسل ششم هوندا سیویک در سپتامبر ۱۹۹۵ به عنوان مدل سال ۱۹۹۶ معرفی شد. این مدل از طراحی بروز شده‌ای برخوردار بود که در مقایسه با بازطراحی‌های پیشین محافظه‌کارانه‌تر بود. در کنار انواع سیستم‌های تعلیق و موتورهایی که برای این نسل عرضه شدند، مدل جدیدی از سیویک، که اولین سیویک با پیشرانه‌ای با سوخت گاز طبیعی بود، با نام سیویک جی‌ایکس معرفی شد. این نسل از سیویک از سال ۱۹۹۶ تا ۲۰۰۰ در ایالات متحدهٔ آمریکا در تیپ‌های سی‌ایکس، دی‌ایکس، ئی‌ایکس، ئی‌ایکس‌آر، اچ‌ایکس و ال‌ایکس، و در کانادا در تیپ‌های اس‌ئی و اس‌آی عرضه شد. تمامی مدل‌های پایه به موتور ۱٫۶ لیتری مجهز بوده و موتورهای نصب‌شده بر روی تیپ‌های ئی‌ایکس و سی‌ایکس از سیستم سوپاپ اس‌اواچ‌سی برخوردار بودند. موتور بکار رفته در تیپ ئی‌ایکس از نوع دی۱۶وای۵ وی‌تک، تیپ اچ‌ایکس از نوع دی۱۶وای۵ وی‌تک-ئی، و تیپ‌های سی‌ایکس، دی‌ایکس و ال‌ایکس از نوع دی۱۶وای۷ غیر وی‌تک بود؛ موتور مدل اس‌آی در ایالات متحده، و اس‌آی‌آر در کانادا نیز از سیستم سوپاپ دی‌اواچ‌سی (بی۱۶ای۲ وی‌تک) بهره‌مند بود. نخستین مدل سیویک اس‌آی کوپه ئی‌ام۱ در سال‌های ۱۹۹۹ و ۲۰۰۰ عرضه شد. در اروپا دو نمونه از مدل‌های سدان و هاچ‌بک با موتور ۱٫۶ لیتری وی‌تی‌آی دی‌اواچ‌اس ارائه شدند، و برای مدل‌های لیفت‌بک و استیت (استیشن واگن) ساخته‌شده بر اساس مدل دومانی، یک موتور ۱٫۸ لیتری دی‌اواچ‌سی نیز در دسترس بود.

## نسل هفتم (۲۰۰۱–۲۰۰۵)

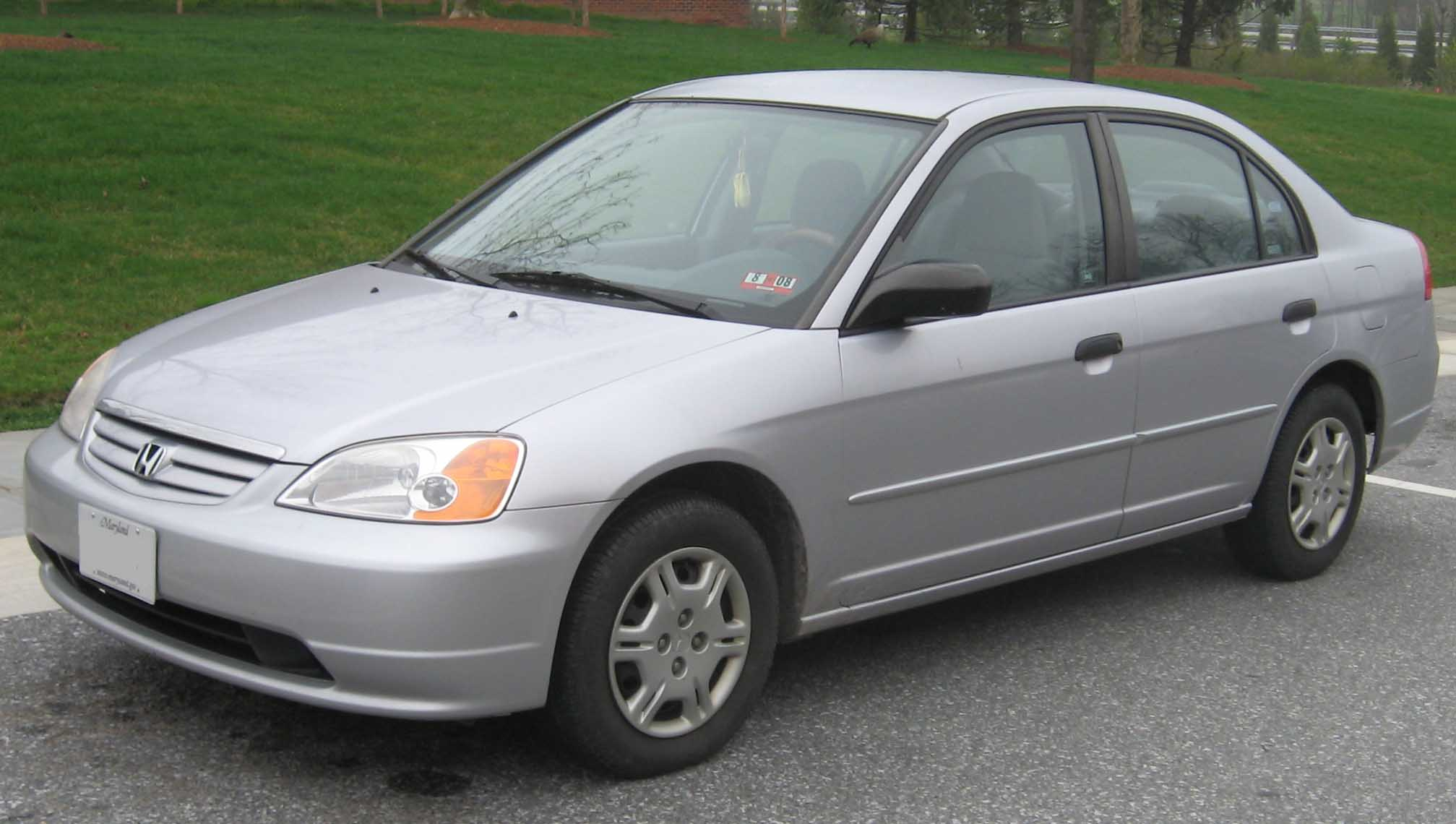
نسل هفتم هوندا سیویک سدان

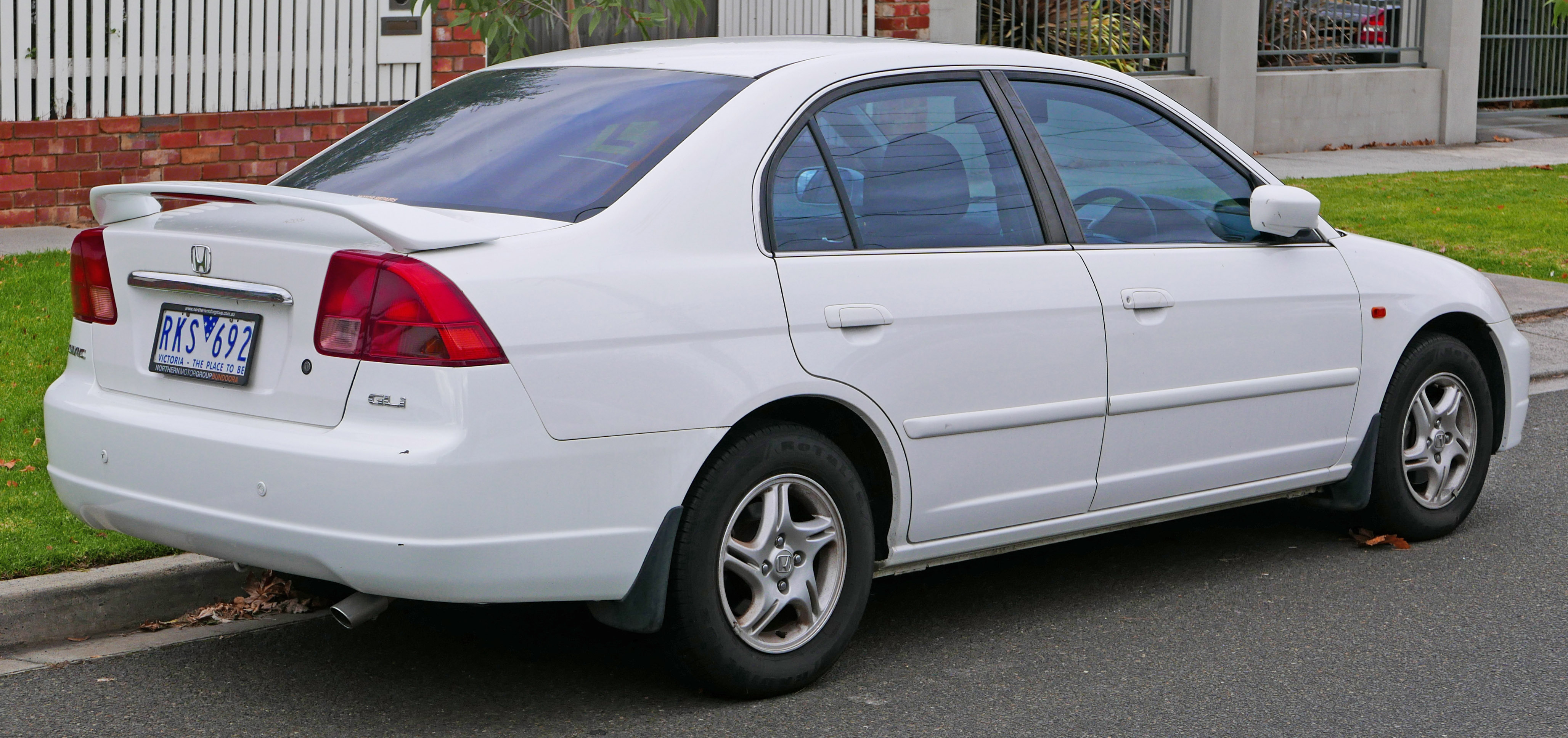
نسل هفتم هوندا سیویک سدان

نسل هفتم هوندا سیویک در سپتامبر سال ۲۰۰۰ برای مدل سال ۲۰۰۱ معرفی شد. با وجود برابری ابعاد بیرونی این نسل با نسل پیشین، فضای داخلی این خودرو با توجه به کف مسطح در عقب بهبود یافته بود و این نسل را وارد کلاس خودروهای کامپکت کرد. سیستم تعلیق این مدل در جلو از نوع دوجناقی به نوع مک‌فرسون تغییر یافت. این تغییر در سیستم تعلیق به منظور کاهش هزینه‌ها و همچنین فراهم کردن فضای بیشتر برای موتور تازه معرفی شدهٔ سری کی هوندا اعمال شد. در برخی تیپ‌ها قدرت موتور نیز افزایش یافت. چهار سطح امکانات از این نسل به بازار عرضه شد که عبارت بودند از: دی‌ایکس، ال‌ایکس، ئی‌ایکس و اچ‌ایکس. همچنین با آغاز عرضهٔ این نسل، فروش سیویک کوپه در ژاپن متوقف شد.
در آمریکای شمالی، سیویک در دو نوع کوپه و سدان در دسترس بود، به استثناء مدل اس‌آی (اس‌آی‌آر در کانادا) که تنها در نوع سه در هاچ‌بک عرضه شد. با این حال در بازارهای سایر مناطق جهان، نوع هاچ‌بک در دو مدل سه‌در و پنج در به فروش می‌رسید. سیویک تیپ آر نیز با طراحی جدید و این‌بار با یک موتور قدرتمندتر آی-وی‌تک و در نوع سه‌در هاچ‌بک وارد بازار شد. این نسل اولین نسل از سیویک بود که شاهد معرفی مدل سیویک هیبرید با موتور ۱٫۳ لیتری بود.

## نسل هشتم (۲۰۰۶–۲۰۱۱)
نسل هشتم سیویک در سپتامبر ۲۰۰۵ به عنوان مدل سال ۲۰۰۶ به بازار معرفی شد. برای نسل هشتم، شرکت هوندا مدل سیویک را بر اساس دو پلت‌فرم متفاوت تولید نمود؛ یکی برای مدل‌های سدان و کوپه، و دیگری برای مدل هاچ‌بک که در درجهٔ اول برای بازار اروپا طراحی شده بود. این مدل هاچ‌بک که از سیستم تعلیق عقب ساده و مشترک با هوندا فیت بهره‌مند بود، با چهره‌ای خشن‌تر طراحی شده‌بود. تا سال ۲۰۰۶ در مجموع ۱۶٫۵ میلیون دستگاه از نسل‌های مختلف مدل سیویک به فروش رسیده بود که ۷٫۳ میلیون از آن‌ها تنها در ایالات متحده فروخته شده‌بودند. مدل‌های موجود در بازار آمریکای شمالی با خودروهای عرضه‌شده در بازار ژاپن از نظر طراحی خارجی متفاوت بودند. با این حال خصوصیات فنی آن‌ها یکسان بود. نوع هاچ‌بک سیویک در دو نوع سه‌در و پنج‌در در دسترس بود. تولید هر دو تیپ اس‌آی و تیپ آر در این نسل نیز ادامه یافت و با وجود اینکه مدل‌های تیپ آر در ژاپن و اروپا از حجم موتور یکسان برخوردار بودند، از نظر فنی با یکدیگر متفاوت بودند. در ایالات متحده یک نمونهٔ بهبودیافته و اسپورت‌تر از سیویک اس‌آی چهار در، توسط شرکت تیونینگ موگن عرضه شد که دگرگونی‌هایی را در بخش‌های تعلیق، چرخ‌ها، طراحی بیرونی سیستم اگزوز تجربه کرده‌بود. یک مدل ویژهٔ بازار کانادا، که با برند آکیورا عرضه می‌شد، از آکیورا ئی‌ال به آکیورا سی‌اس‌ایکس تغییر نام پیدا کرد. در پایان عرضهٔ این نسل از هوندا سیویک، ارائهٔ مدل سیویک تیپ آر در بازار ژاپن تا زمان معرفی نسل دهم در میانهٔ سال ۲۰۱۷ متوقف شد.

## نسل نهم (۲۰۱۲–۲۰۱۵)
در ۱۳ دسامبر ۲۰۱۰ شرکت هوندا یک پیش‌طرح دستی از نسل نهم هوندا سیویک را با توضیح «پرتکاپو، شفاف و آئرودینامیک» منتشر کرد. مدل‌های مفهومی کوپه و سدان سیویک در ۱۰ ژانویهٔ ۲۰۱۱ در نمایشگاه بین‌المللی خودروی دیترویت به نمایش درآمدند. نسخهٔ تولیدی نسل نهم سیویک (پیش‌نمایش شده در قالب مدل مفهومی) در ۲۰ آوریل ۲۰۱۱ وارد بازار ایالات متحدهٔ آمریکا شد. در اواخر سال ۲۰۱۲، هوندا مدل سیویک را با طراحی بیرونی و امکانات و نمای درونی جدید، برای مدل سال ۲۰۱۳ بروزرسانی کرد.
فناوری اکو اسیست هوندا به بیشتر مدل‌های سیویک افزوده شد و سیویک را به اولین خودروی هوندا با موتور بنزینی بدل کرد که در آمریکای شمالی به چنین سامانه‌ای مجهز می‌شد. این سامانه یک سامانهٔ اطلاعاتی است که امکان فراگیری رانندگی
اقتصادی را در اختیار راننده قرار می‌دهد. و بهینه‌سازی مصرف سوخت خودروهای هایبرید هوندا در ژاپن به میزان ۱۰٪ توسط این سامانه تأیید شده‌است.
تمام مدل‌های سیویک در این نسل به‌طور استاندارد به سیستم ترمز ضد قفل (ABS)، دستیار پایداری خودرو (VSA) و توزیع نیروی ترمز الکترونیکی (EBD) مجهز شدند. طی بهینه‌سازی‌هایی که بعداً بر روی این نسل اعمال شدند، برای کاهش میزان انتقال ناهمواری‌های سطح مسیر به داخل کابین، یک سیستم تعلیق چند اتصالی در عقب خودرو نصب شد.

## نسل دهم (۲۰۱۶–اکنون)
نسل دهم هوندا سیویک بر پایهٔ پلت‌فرم جهانی کامپکت هوندا ساخته شده‌است. مدل سدان این نسل اولین بار در سپتامبر ۲۰۱۵ و برای مدل سال ۲۰۱۶ رونمایی شد.
با توجه به ادامه یافتن ستون سی (ستون سوم) تا انتهای صندوق در هوندا سیویک در نسل دهم، این خودرو از طراحی فست‌بک برخوردار است. در بخش جلوی این خودرو نیز یک بازوی بزرگ از جنس کروم با نشان هوندا در وسط آن نصب شده‌است که تا بالای چراغ‌های جلو ادامه می‌یابد.
در این نسل از هوندا سیویک همانند فضای خارجی، تغییرات بسیاری در طراحی داخلی نیز اعمال شده‌است. برخلاف استفاده از دو نمایشگر سرعت و دورسنج موتور در نسل قبلی، تیپ‌های ئی‌ایکس به بالا از دهمین نسل سیویک به یک نمایشگر دیجیتال از نوع ال‌سی‌دی ۷ اینچی برای نمایش اطلاعات مجهز هستند؛ این نمایشگر، که قابلیت‌های سفارشی‌سازی زیادی دارد، در پشت فرمان و در مقابل دید راننده قرار گرفته‌است.
شرکت هوندا مدعی است که تیپ اس‌آی نسل دهم سیویک (که در واقع هشتمین نسلی است که شامل تیپ اس‌آی نیز می‌شود)، قادر است شتاب ۰–۹۷ کیلومتر بر ساعت (۰–۶۰ مایل بر ساعت) را در مدت ۷ ثانیه بپیماید. با این حال، مجلهٔ کار اند درایور توانسته‌است شتاب ۰–۶۰ مایل بر ساعت ۶٫۳ ثانیه را با خودروی سیویک اس‌آی کوپه به ثبت برساند.

## ایمنی
سازمان ملی مدیریت ایمنی ترافیک بزرگراه‌های ایالات متحده (NHTSA) مدل‌های سال و نسل‌های مختلف سیویک را مورد آزمون ایمنی در برخورد از جلو قرار داده‌است.
| مدل سال   | شرکت  | مدل   | نوع                     | وزن خالص (کیلوگرم) | راننده | سرنشین جلو | راننده (برخورد جانبی) | سرنشین عقب (برخورد جانبی) |
| --------- | ----- | ----- | ----------------------- | ------------------ | ------ | ---------- | --------------------- | ------------------------- |
| ۱۹۷۹      | هوندا | سیویک | دو در                   | ۹۸۲                |        |            |                       |                           |
| ۱۹۸۰      | هوندا | سیویک | دو در هاچ‌بک             | ۱٬۰۴۱              |        |            |                       |                           |
| ۱۹۸۱      | هوندا | سیویک | دو در هاچ‌بک             | ۹۸۰                |        |            |                       |                           |
| ۱۹۸۱      | هوندا | سیویک | چهار در هاچ‌بک           | ۱٬۱۱۴              |        |            |                       |                           |
| ۱۹۸۴–۱۹۸۷ | هوندا | سیویک | دو در                   | ۱٬۰۴۸              |        |            |                       |                           |
| ۱۹۸۴–۱۹۸۷ | هوندا | سیویک | چهار در واگن            | ۱٬۱۳۹              |        |            |                       |                           |
| ۱۹۸۸–۱۹۸۹ | هوندا | سیویک | دو در                   | ۱٬۱۵۳              |        |            |                       |                           |
| ۱۹۹۰–۱۹۹۱ | هوندا | سیویک | چهار در                 | ۱٬۰۲۱              |        |            |                       |                           |
| ۱۹۹۲–۱۹۹۳ | هوندا | سیویک | دو در/چهار در           | ۱٬۰۶۵              |        |            |                       |                           |
| ۱۹۹۴–۱۹۹۵ | هوندا | سیویک | دو در                   | ۱٬۱۳۳              |        |            |                       |                           |
| ۱۹۹۴–۱۹۹۵ | هوندا | سیویک | چهار در                 | ۱٬۰۵۱              |        |            |                       |                           |
| ۱۹۹۶–۱۹۹۷ | هوندا | سیویک | دو در                   | ۱٬۰۶۰              |        |            |                       |                           |
| ۱۹۹۶–۱۹۹۷ | هوندا | سیویک | چهار در                 | ۱٬۰۴۹              |        |            |                       |                           |
| ۱۹۹۸–۲۰۰۰ | هوندا | سیویک | دو در                   | ۱٬۰۴۹              |        |            |                       |                           |
| ۱۹۹۸–۲۰۰۰ | هوندا | سیویک | چهار در                 | ۱٬۰۷۹              |        |            |                       |                           |
| ۲۰۰۱–۲۰۰۵ | هوندا | سیویک | چهار در با/بدون ک.ه. ج* | ۱٬۱۴۴              |        |            |                       |                           |
| ۲۰۱۱–۲۰۰۵ | هوندا | سیویک | دو در بدون ک.ه. ج       | ۱٬۱۳۵              |        |            |                       |                           |
| ۲۰۱۱–۲۰۰۵ | هوندا | سیویک | دو در با ک.ه. ج         | ۱٬۱۳۵              |        |            |                       |                           |
| ۲۰۰۲–۲۰۰۵ | هوندا | سیویک | دو در هاچ‌بک بدون ک.ه. ج | ۱٬۱۳۵              |        |            |                       |                           |
| ۲۰۰۶–۲۰۱۱ | هوندا | سیویک | دو در با ک.ه. ج         | ۱٬۱۹۷              |        |            |                       |                           |
| ۲۰۰۶–۲۰۱۱ | هوندا | سیویک | چهار در با ک.ه. ج       | ۱٬۲۴۷              |        |            |                       |                           |
| ۲۰۱۲      | هوندا | سیویک | چهار در با ک.ه. ج       | ۱٬۲۱۲              |        |            |                       |                           |
| ۲۰۱۳      | هوندا | سیویک | چهار در با ک.ه. ج       | ۱٬۲۷۷              |        |            |                       |                           |

* کیسه هوای جانبی
نسل هشتم سیویک در آزمایش‌های تصادف از سوی سازمان نیتسا (NHTSA) و مؤسسه بیمه ایمنی بزرگراه‌ها رتبهٔ بالایی را دریافت کرد. مؤسسه بیمه ایمنی بزرگراه‌ها در هر دو بخش برخورد از جلو و برخورد جانبی، رتبهٔ «خوب» را برای سیویک سدان در نظر گرفت و این خودرو را در زمینهٔ حفاظت از سرنشینان در تصادف، به عنوان دومین خودروی کوچک برتر سال ۲۰۰۷ برگزید. مدل کوپهٔ سیویک در آزمون برخورد جانبی، رتبهٔ «قابل قبول» را کسب کرد.
نتایج آزمون تصادف توسط سازمان ملی مدیریت ایمنی ترافیک بزرگراه‌های ایالات متحده در سال ۲۰۰۸:
- برخورد روبرو:
- ایمنی سرنشین‌های جلو (برخورد جانبی):
- ایمنی سرنشین‌های عقب (برخورد جانبی):
- غلتیدن:

## فروش
تا ماه فوریه سال ۲۰۱۵ میلادی، در مجموع ۱۸٫۵ میلیون دستگاه خودروی سیویک در سطح جهان به فروش رسیده‌بود که ۷٫۳ میلیون دستگاه از این تعداد تنها در ایالات متحده آمریکا به فروخته شده‌اند. هوندا سیویک نه تنها در ایالات متحده بارها به مقام پرفروش‌ترین خودرو دست یافته‌است، بلکه در کشور کانادا نیز موفق به حفظ عنوان پرفروش‌ترین خودرو برای ۱۲ سال متوالی تا سال ۲۰۱۲ شده‌است.
| سال تقویمی | اروپا   | کانادا | چین     | تایلند |
| ---------- | ------- | ------ | ------- | ------ |
| ۱۹۹۷       | ۱۴۵٬۵۴۰ | –      | –       | –      |
| ۱۹۹۸       | ۱۳۲٬۹۲۷ | –      | –       | –      |
| ۱۹۹۹       | ۸۹٬۰۶۹  | –      | –       | –      |
| ۲۰۰۰       | ۶۹٬۴۷۵  | –      | –       | –      |
| ۲۰۰۱       | ۷۸٬۹۳۴  | –      | –       | –      |
| ۲۰۰۲       | ۷۳٬۸۴۵  | –      | –       | –      |
| ۲۰۰۳       | ۷۰٬۷۱۷  | –      | –       | –      |
| ۲۰۰۴       | ۹۲٬۱۹۲  | ۶۲٬۱۲۵ | –       | –      |
| ۲۰۰۵       | ۸۴٬۲۰۴  | ۶۸٬۵۰۶ | –       | –      |
| ۲۰۰۶       | ۹۹٬۸۵۲  | ۷۰٬۰۲۸ | ۳۶٬۸۲۵  | –      |
| ۲۰۰۷       | ۱۲۰٬۷۹۹ | ۷۰٬۸۳۸ | ۸۱٬۳۲۳  | –      |
| ۲۰۰۸       | ۱۱۱٬۲۰۶ | ۷۲٬۴۶۳ | ۸۳٬۳۱۷  | –      |
| ۲۰۰۹       | ۹۰٬۰۶۶  | ۶۲٬۶۵۴ | ۹۵٬۳۴۵  | ۲۹٬۱۴۹ |
| ۲۰۱۰       | ۶۶٬۹۴۱  | ۵۷٬۵۰۱ | ۱۰۱٬۰۰۰ | ۲۸٬۹۷۸ |
| ۲۰۱۱       | ۴۷٬۲۴۳  | ۵۵٬۰۹۰ | ۷۸٬۰۸۷  | –      |
| ۲۰۱۲       | ۴۰٬۹۹۹  | ۶۴٬۹۶۲ | ۷۹٬۷۶۳  | –      |
| ۲۰۱۳       | ۴۳٬۰۰۹  | ۶۴٬۰۶۳ | ۶۴٬۳۹۹  | ۲۸٬۲۵۲ |
| ۲۰۱۴       | ۴۲٬۰۳۵  | ۶۶٬۰۵۷ | ۵۱٬۸۷۱  | ۱۱٬۳۸۵ |
| ۲۰۱۵       | ۴۳٬۶۵۲  | ۶۴٬۹۵۰ | ۳۲٬۶۸۶  | ۶٬۷۱۸  |
| ۲۰۱۶       | ۴۵٬۲۹۹  | ۶۴٬۵۵۲ | ۹۰٬۰۱۴  | ۲۲٬۳۸۵ |
| ۲۰۱۷       | ۴۱٬۲۸۵  | ۶۹٬۰۳۰ | ۱۷۳٬۸۶۵ | ۲۷٬۴۴۸ |
| ۲۰۱۸       | ۴۳٬۲۵۶  | ۵۶٬۰۹۱ | ۲۱۸٬۱۳۲ | ن/م    |